# Palatica
Palatica (mazedonisch Палатица, albanisch Pallatica/Pallaticë) ist ein Dorf im Norden von Nordmazedonien, etwa 7 km westlich von Tetovo. Es liegt linksseitig nahe der Europastraße 65 zwischen Tetovo und Skopje und gehört zur Gemeinde Želino.
Die 2002 durchgeführte Volkszählung ermittelte für Palatica 2516 Einwohner. 2501 davon (99,40 %) sind Albaner.
Im Januar 2009 wurde der Bau einer neuen Verbindungsstraße von Tetovo nach Palatica angekündigt, wobei die Baukosten mit 0,7 Millionen Euro beziffert wurden.